# Dancing Queen
〈Dancing Queen〉是瑞典樂團ABBA的歐洲流行樂歌曲，是他們第四張專輯《Arrival》的主打單曲。由班尼·安德森、比約恩·奧瓦爾斯及斯蒂格·安德森作詞。班尼·安德森和奧瓦爾斯也負責作曲。〈Dancing Queen〉在1976年8月15日以單曲型式在瑞典發行，之後是英國的發行，以及幾天後歐洲其他國家的發行。這是首世界級的冠軍歌曲。這是ABBA在美國唯一一張第一名的歌曲，也是澳洲、加拿大、荷蘭、比利時、愛爾蘭、墨西哥、紐西蘭、挪威、南非、西班牙、瑞典、英國、德國及辛巴威的第一名歌曲，而該作被彭家麗改成粵語版，名為《我要你帶動》。《Dancing Queen》也在其他國家進入排名的第五名
據說此曲是為恭賀瑞典國王卡爾十六世·古斯塔夫在該年結婚而製作。

## 曲目
- 1976年7吋黑膠唱片
  1. "Dancing Queen" – 3:52
  2. "That's Me" – 3:15
- 1992年歐洲重新發行7吋黑膠唱片

1. "Dancing Queen" – 3:52
2. "Lay All Your Love on Me" – 4:35

- 1992年歐洲發行7吋黑膠唱片/CD
  1. "Dancing Queen" – 3:52
  2. "Lay All Your Love on Me" – 4:35
  3. "The Day Before You Came" – 5:50
  4. "Eagle" – 5:49
- 1992年美國發行
  1. "Dancing Queen" – 3:52
  2. "Take a Chance on Me" – 4:04